# Journal of Marketing
Het Journal of Marketing, vaak binnen de marketing-discipline afgekort tot JM, is een van de toonaangevende wetenschappelijke tijdschriften op het gebied van marketing en marketingmanagement. Het tijdschrift bestaat sinds 1936 en wordt tegenwoordig door de American Marketing Association uitgegeven.
Publicatie van artikelen vindt plaats op basis van het zogenaamde peer review-proces. Vanwege de associatie met de American Marketing Assocation, een organisatie met zowel wetenschappers als praktijkbeoefenaars als lid, kent het Journal of Marketing een relatief breed lezerspubliek dat de nauwe academische cirkel van veel wetenschappelijke literatuur overstijgt.
Vanaf 2008 wordt het Journal of Marketing 6 keer per jaar uitgegeven. Daarvoor betrof het een kwartaalpublicatie.
Volgens de American Marketing Assocation zijn artikelen in het Journal of Marketing te kenmerken door:
1. het aandragen van nieuwe technieken voor oplossingen van marketingproblemen
2. het inzichtelijk maken van trends en ontwikkelingen op basis van onderzoek
3. het leveren van een bijdragen door middel van generaliseerbare gevalideerde bevindingen
4. het leveren van nieuwe ideeën, theorieën en beschrijvingen van het marketinggedachtegoed en de marketingpraktijk.

Op vrijwel alle faculteiten met een marketingafdeling geldt het Journal of Marketing als een zogenaamde A-publicatie. Volgens de Athens Laboratory of Business Administration betreft het wereldwijd het op een na meest gewaardeerde academische marketingtijdschrift. In Europa staat het Journal of Marketing qua aanzien onder academici volgens deze ALBA ranking op de eerste plaats (en in Noord-Amerika op de derde plaats).